# 마이클 던
마이클 던(Gary Neil Miller, 1934년 10월 20일 ~ 1973년 8월 30일)은 미국의 연극 배우, 영화 배우, 텔레비전 배우이다.

## 영화
- 워싱턴의 늑대인간 (1973년)
- 굿나잇 마이 러브 (1972년)
- 루 모귀의 살인자 (1971년)
- 붐(영어판) (1968년)
- 노 웨이 투 트리트 어 레이디 (1968년)
- 형사 마디간 (1968년)
- 유어 빅 보이 나우 (1966년)
- 서부를 향해 달려라 (1965년)
- 바보들의 배 (1965년)
- 위다웃 이치 어더 (1962년)